# Спурій Постумій Альбін (консул 186 року до н. е.)
Спу́рій Посту́мій Альбі́н (лат. Spurius Postumius Albinus; ? —180 до н. е.) — політичний, державний і військовий діяч Римської республіки, консул 186 року до н. е.

## Життєпис
Походив з патриціанського роду Постуміїв. Син Луція Постумія Альбіна. 
У 189 році до н. е. його було обрано міським претором. 
У 186 році до н. е. його було обрано консулом разом з Квінтом Марцієм Філіпом. Під час своєї каденції викрив за допомогою Публія Ебуція та Гіспели Феценії викрив змову культу Вакха. У результаті були страчені очільники культу — Марк й Гай Атінії, фаліск Луцій Опітерній, Міній Церіній. Альбін провів закон, згідно якому було знищено капища Вакха у Римі та усій Італії. Наприкінці терміну керування діяв в Апулії та Луканії.
У 184 році до н. е. став авгуром. 
У 180 році до н. е. помер імовірно від чуми під час її моровиці.

## Родина
- син Луцій Постумій Альбін, консул 154 року до н. е.